# 駒沢さっき
駒沢 さっき（こまさわ さっき 、1978年8月20日 - ）は、エレクトリックベース、コントラバスを演奏する日本人ベーシスト。
2008年からは指の怪我のためダイアトニック・ハーモニカのみで音楽活動を続けていたが現在は、怪我をした指を使わない特殊な奏法によりエレクトリックベースでの活動を再開している。

## 経歴
- 17歳で渡米、アメリカ・メキシコの様々なクラブで演奏をしながら Half and Hanbun のベーシストとして活動。BWJP最優秀ベーシストに選ばれ Dak のメンバーとして多数のライブやRecに参加。
- 2007年5月-10月 グラミー賞受賞バンド  El Tri とメキシコシティで共演。
- 2008年より拠点を東京に移しレコーディングワークを中心に所属のバンドGG-Bradz、セッションライブなどで活動。

## 活動履歴

### 所属バンド
- ダディ竹千代&東京おとぼけCATS
  - 2013年5月、五十嵐公太(JUDY AND MARY)プロデュースでおとぼけガールズ名義のシングルCDをリリース。
  - CD発売ツアーには岡井大二(四人囃子)がドラマーとして参加。

- GG-Bradz
  - 水野正敏(Ponta Box)を中心に結成したジャズロックバンド。
  - メンバーは谷平こういち(子供ばんど)、梶原徹也(THE BLUE HEARTS)他
  - 旧メンバーに新井田耕造(RCサクセション)。

## エピソード
- アメリカ時代、背の高いアメリカ人と一緒にステージに立っている様子が、数字の間の小数点の様だったということからKoma（スペイン語でカンマ）という愛称で呼ばれるようになった。
- 現在の芸名は、ダディ竹千代&東京おとぼけCATSに加入した時にダディ竹千代が命名した。きっかけは、ダディ竹千代がライブ会場で駒沢を探していた時の「コマさんさっきいたよ」「駒沢さっきって誰?」という聞き間違いの会話から。